# 伊方町
伊方町（日语：／ Ikata chō */?）是位於日本愛媛縣佐田岬半島上的町。北邊為面向瀨戶內海的谷灣海岸，南邊則面向宇和海。因佐田岬半島的形狀狹窄細長，風勢強勁，因此町內有多達六座風力發電廠和近60座風車建於半島的山稜上。境內也設有四國電力伊方核能發電廠，其中發電廠內的一號與二號機已停止運轉，僅三號機目前仍在運轉中。當地以農漁業為主，生產橘子和鯖魚等。

## 氣候
伊方町在氣候上屬於海洋性氣候，年均溫約為16度。

## 人口
| 伊方町人口分布圖 |                                               |  |
| 伊方町與日本全國年齡別人口分布比較圖 （2005年資料） | 伊方町的年齡、男女別人口分布圖 （2005年資料） |  |
| ■紫色是伊方町 ■綠色是全国 | ■藍色是男性 ■紅色是女性                       |  |
| 伊方町人口變化 \| 1970年 \| 21,896人 \| \| \| 1975年 \| 20,392人 \| \| \| 1980年 \| 18,753人 \| \| \| 1985年 \| 17,424人 \| \| \| 1990年 \| 16,060人 \| \| \| 1995年 \| 14,787人 \| \| \| 2000年 \| 13,536人 \| \| \| 2005年 \| 12,095人 \| \| \| 2010年 \| 10,882人 \| \| \| 2015年 \| 9,626人 \| \| \| 2020年 \| 8,397人 \| \| |                                               |  |
| 資料來源：日本總務省統計中心提供之人口普查數據 |                                               |  |
| 1970年 | 21,896人                                      |  |
| 1975年 | 20,392人                                      |  |
| 1980年 | 18,753人                                      |  |
| 1985年 | 17,424人                                      |  |
| 1990年 | 16,060人                                      |  |
| 1995年 | 14,787人                                      |  |
| 2000年 | 13,536人                                      |  |
| 2005年 | 12,095人                                      |  |
| 2010年 | 10,882人                                      |  |
| 2015年 | 9,626人                                       |  |
| 2020年 | 8,397人                                       |  |

## 歷史

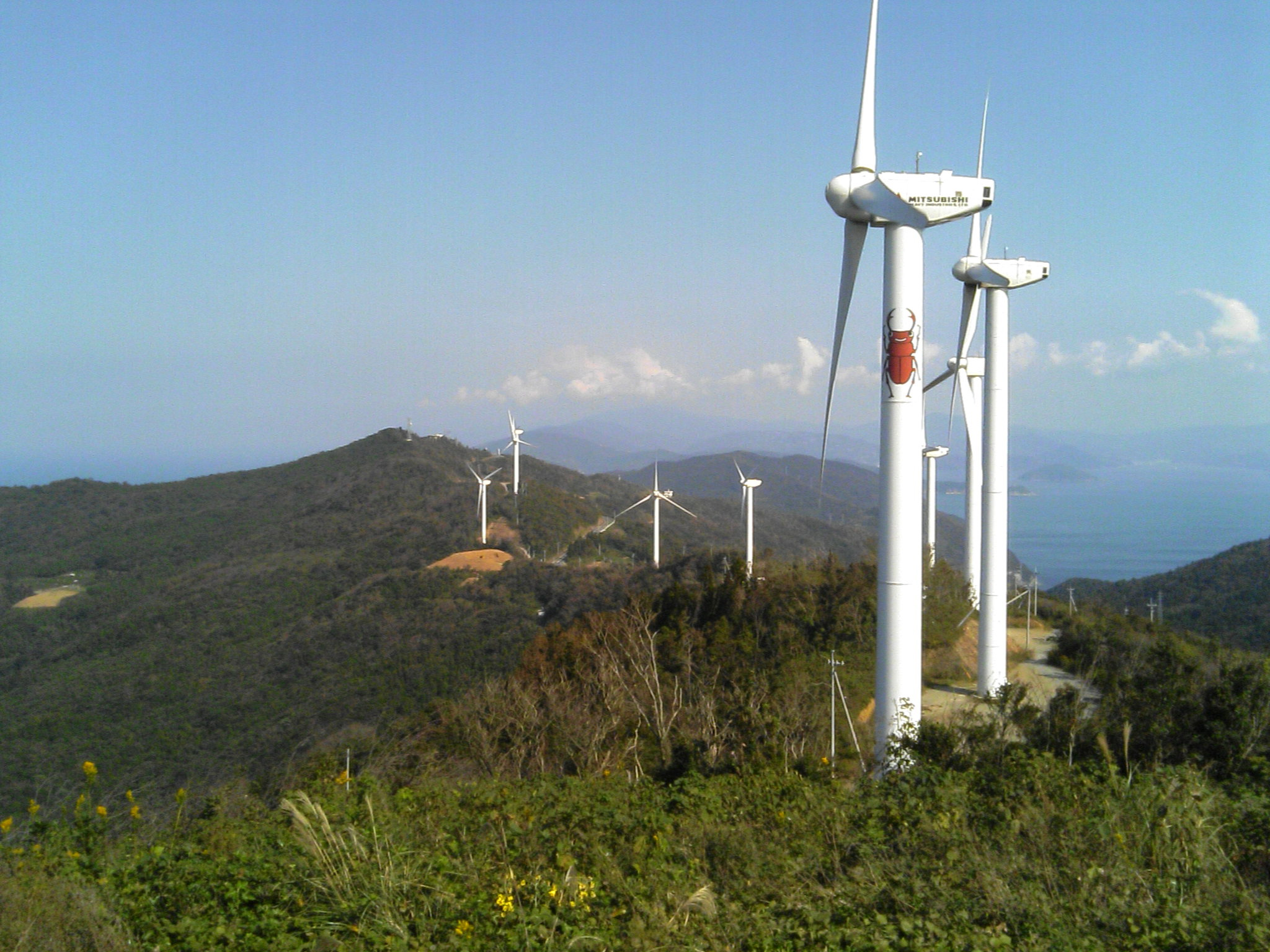
瀨戶風之丘風力發電廠

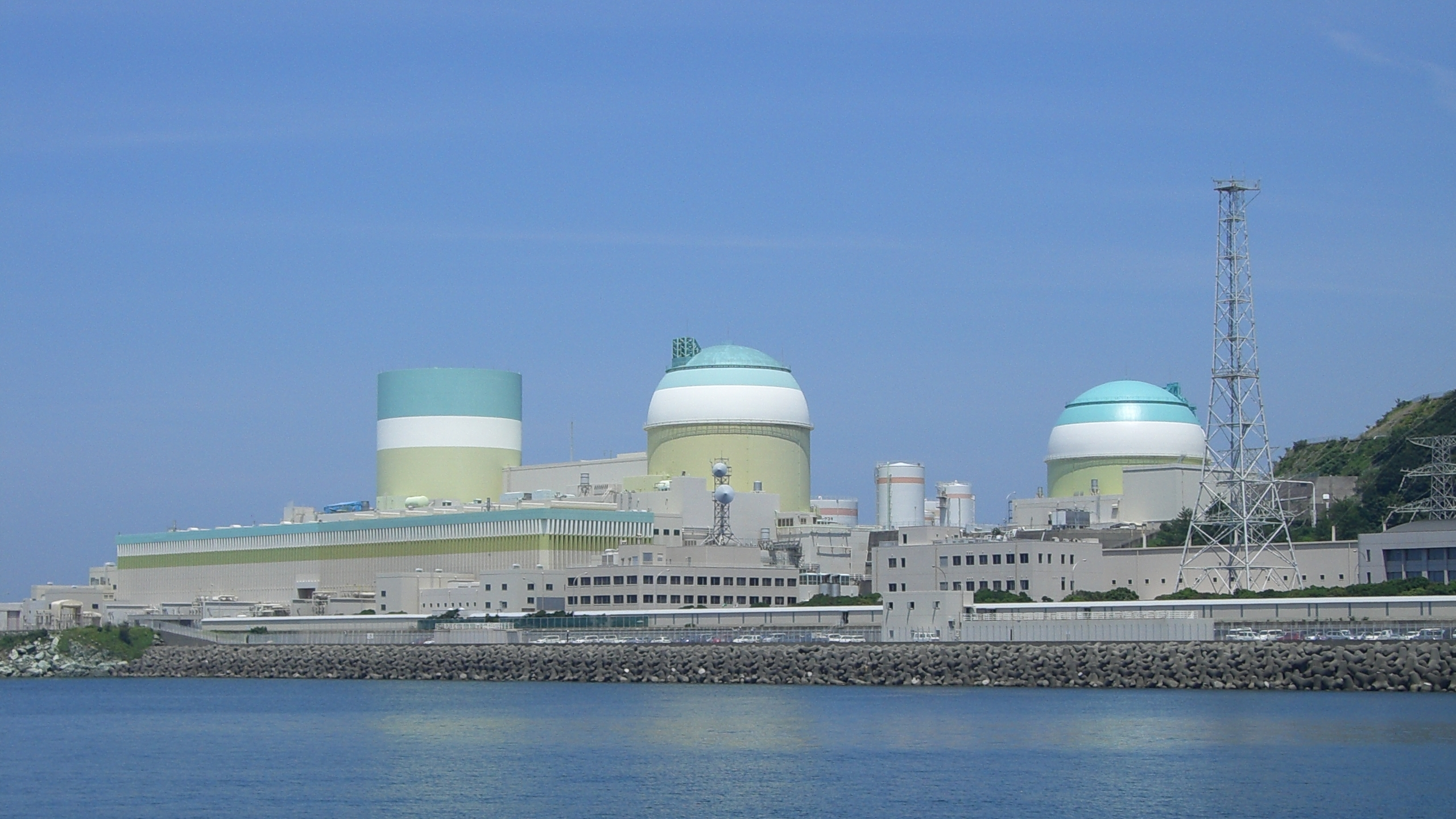
伊方核能發電廠

### 年表
- 1889年12月15日：實施町村制，現在的轄區在當時分屬：西宇和郡伊方村、町見村、神松名村、三崎村、三機村、四濱村。
- 1955年3月31日：
  - 伊方村、町見村合併為伊方町。
  - 神松名村、三崎村合併為三崎町。
- 1956年6月1日：三機村、四濱村合併為瀨戶町。
- 2005年4月1日：伊方町、瀨戶町、三崎町合併為新設制的伊方町。[9]

### 變遷表
| 1889年4月1日 | 1889年 - 1926年 | 1926年 - 1954年 | 1955年 - 1989年            | 1989年 - 現在             | 現在                      |
| ------------ | --------------- | --------------- | -------------------------- | ------------------------- | ------------------------- |
| 伊方村       | 伊方村          | 伊方村          | 1955年3月31日 合併為伊方町 | 2005年4月1日 合併為伊方町 | 2005年4月1日 合併為伊方町 |
| 町見村       |                 |                 | 1955年3月31日 合併為伊方町 | 2005年4月1日 合併為伊方町 | 2005年4月1日 合併為伊方町 |
| 神松名村     | 神松名村        | 神松名村        | 1955年3月31日 合併為三崎町 | 2005年4月1日 合併為伊方町 | 2005年4月1日 合併為伊方町 |
| 三崎村       |                 |                 | 1955年3月31日 合併為三崎町 | 2005年4月1日 合併為伊方町 | 2005年4月1日 合併為伊方町 |
| 三機村       | 三機村          | 三機村          | 1956年6月1日 合併為瀨戶町  | 2005年4月1日 合併為伊方町 | 2005年4月1日 合併為伊方町 |
| 四濱村       |                 |                 | 1956年6月1日 合併為瀨戶町  | 2005年4月1日 合併為伊方町 | 2005年4月1日 合併為伊方町 |

## 產業
當地以種植柑橘類水果為主，町內約98%的耕地為柑橘田。雖然產量很大，但自1991年開放橘子進口以來，價格由穩定轉為不穩定，現今已轉向生產高品質的柑橘。漁業方面則盛行銀魚捕撈。

## 教育

### 高等學校
- 愛媛縣立三崎高等學校

## 姊妹、友好城市

### 日本
- 泊村（北海道古宇郡）
兩地於1998年2月締結為姊妹都市。

### 海外
- 紅翼市（美國明尼蘇達州）
兩地於1995年8月締結為姊妹都市。

## 本地出身之名人
- 高橋新吉：達達主義詩人
- 中村修二：第一位開發出可商業應用的藍色發光二極體者，2014年諾貝爾物理學獎得主。
- 河野兵市：探險家、第一位到達北極點的日本人

## 外部連結
- （日語） 伊方町、瀨戶町、三崎町合併協議會 （页面存档备份，存于）
- （日語） 伊方町觀光物產中心 （页面存档备份，存于）
- （日語） 伊方町商工會 （页面存档备份，存于）
- （日語） 伊方未來倶樂部